# Rajd YU 1972
YU Rally 1972 (6. YU Rally) – 6 edycja rajdu samochodowego Rajd YU rozgrywanego w Jugosławii. Rozgrywany był od 5 do 8 października 1972 roku. Była to dziewiętnasta runda Rajdowych Mistrzostw Europy w roku 1972 oraz jedną z rund Rajdowych Mistrzostw Jugosławii.

## Klasyfikacja rajdu
| Miejsce                      | Kierowca                     | Pilot                        | Samochód                     | Czas                         | Strata                       |                              |
| Klasyfikacja generalna i ERC | Klasyfikacja generalna i ERC | Klasyfikacja generalna i ERC | Klasyfikacja generalna i ERC | Klasyfikacja generalna i ERC | Klasyfikacja generalna i ERC | Klasyfikacja generalna i ERC |
| ---------------------------- | ---------------------------- | ---------------------------- | ---------------------------- | ---------------------------- | ---------------------------- | ---------------------------- |
| 1.                           | Raffaele Pinto               | Gino Macaluso                | Fiat 124 Spider              | 1:43:24                      | 0.0                          |                              |
| 2.                           | Sobiesław Zasada             | Andrzej Komorowski           | Porsche 911 S                | 1:48:31                      | +5:07                        |                              |
| 3.                           | Jovica Paliković             | Aleksandar Švarcer           | Renault 12 Gordini           | 1:54:00                      | +10:36                       |                              |
| 4.                           | Peter Hommel                 | Günter Bork                  | Wartburg 353                 | 2:03:47                      | +20:23                       |                              |
| 5.                           | Jaroslav Jelínek             | Svatopluk Kvaizar            | Škoda 120 S Rallye           | 2:06:24                      | +23:00                       |                              |
| 6.                           | Egon Culmbacher              | Werner Ernst                 | Wartburg 353                 | 2:13:12                      | +29:48                       |                              |
| 7.                           | Bernd Urban                  | Bernhard Malsch              | Wartburg 353                 | 2:15:53                      | +32:29                       |                              |
| 8.                           | Josef Srnský                 | Jiří Syrovátko               | Škoda 110 R                  | 2:17:08                      | +33:44                       |                              |
| 9.                           | Eberhard Asmus               | Christian Meischner          | Trabant P601                 | 2:23:25                      | +3:38:01                     |                              |
| 10.                          | Miroslav Ješić               | Zoran Marić                  | Škoda 110                    | 2:33:37                      | +50:13                       |                              |